# Tațenkî, Obuhiv
Tațenkî (în ucraineană Таценки) este un sat în orașul raional Obuhiv din regiunea Kiev, Ucraina.

## Demografie
Componența lingvistică a localității Tațenkî
     Ucraineană (86,49%)
     Rusă (12,8%)
     Alte limbi (0,71%)
Conform recensământului din 2001, majoritatea populației localității Tațenkî era vorbitoare de ucraineană (86,49%), existând în minoritate și vorbitori de rusă (12,8%).